# La Neuvième Vague
La Neuvième Vague (en russe : Девятый вал) est une marine d'Ivan Aïvazovski de 1850. C'est l'une des plus célèbres toiles du peintre.
Le tableau est actuellement exposé au Musée russe à Saint-Pétersbourg.